# Дендропарк імені 40-річчя Перемоги
Дендропа́рк і́мені 40-рі́ччя Перемо́ги — парк-пам'ятка садово-паркового мистецтва місцевого значення в Україні. Об'єкт природно-заповідного фонду Івано-Франківської області. 
Розташований на території села Дзвиняч, Івано-Франківського району, Івано-Франківської області. 
Площа 5,5 га. Статус присвоєно згідно з рішенням облвиконкому від 19.07.1988 року № 128. Перебуває у віданні: Дзвиняцької сільської громади. 
Закладений у 1985 році  на місці колишньої озокеритної шахти. Парк нараховував понад 100 видів деревних та чагарникових порід, у тому числі: дуб звичайний, дуб червоний, горіх чорний, туя західна, липа дрібнолиста, ялівець козацький, смерека срібляста, а також модрина польська, береза темна, сосна кедрова європейська — види, занесені до Червоної книги України.  
На даний момент, дендрологічний парк є закинутим, багато рідкісних насаджень втрачено. 